# Crusader Kings II
Crusader Kings II er et strategispil, der foregår i middelalderen. Det er udviklet af Paradox Development Studio og udgivet af Paradox Interactive som en efterfølger til Crusader Kings . Den blev udgivet til Microsoft Windows den 14. februar 2012. En OS X- version blev udgivet den 24. maj 2012. Det var Paradox Interactives første interne udvikling til operativsystemet, . En Linux- version blev også udgivet den 14. januar 2013. Det har solgt over 1 million eksemplarer, hvilket gjorde det til Paradoxs mest succesrige udgivelse inden udgivelsen af Europa Universalis IV i august 2013. En efterfølger, Crusader Kings III, forventes udgivet i 2020.

## Gameplay
Spillet er et dynasti simulator, hvor spilleren kontrollerer et dynasti i middelalderen. Spillet foregår fra 1066-1337. Udvidelserne The Old Gods og Charlemagne giver mulighed for tidligere start datoer i 867 og 769 henholdsvis. Gennem den strategiske brug af blandt andet krig, ægteskaber og attentat skal spilleren opnå succes for deres dynasti. Spillet indeholder adskillige historiske figurer som William the Conqueror, Charlemagne, Genghis Khan, Harold Godwinson, Robert Guiscard, Robert the Bruce, Harald Hardrada, El Cid, Constantine X Doukas, Harun al-Rashid, Alexios I Komnenos, Richard the Lionheart, Ivar den benløse, Alfred den store, Baldwin I fra Jerusalem og Saladin, men giver spilleren mulighed for at vælge mindre markante figurer som mindre hertuger og tællinger og skabelse af helt nye karakterer med brug af "Ruler Designer" DLC .
Spillerens Succes defineres udelukkende af spilleren. Det eneste mål i spillet er at opnå så mange point som muligt for at overgå de forskellige historisk relevante europæiske dynastier i en fiktiv prestige-placering. Spillet slutter, når spillerens nuværende karakter dør uden en arvtager fra det samme dynasti eller når spillet når sin ende i 1453.

## Udgivelse og modtagelse
I september 2014 havde Crusader Kings II solgt mere end 1 million eksemplarer, med udvidelsespakke- og DLC-salget på i alt over 7 millioner. Ifølge Paradox Interactive blev spillet spillet i gennemsnit 12.500 spillere hver dag med en gennemsnitlig spilletid på 99 timer pr. spiller.